# Monarquismo no Irã

Estandarte Pessoal do Xá do Irã antes da Revolução de 1979, Bandeira do Irã com o Leão e Sol com Brasão Pahlavi. Turquesa é a cor dos monarquistas.

O monarquismo iraniano é a defesa da restauração da monarquia no Irã, que foi abolida após a Revolução de 1979.

## História
O Irã se tornou uma monarquia constitucional em 1906 sob a dinastia Qajar, mas passou por um período de autocracia durante os anos de 1925 a 1941 durante o governo de Reza Shah, que, após encenar um golpe de estado que levou à fundação da dinastia Pahlavi, impôs o autogoverno. O parlamento se tornou um carimbo de borracha, a imprensa foi censurada e o Partido Comunista e os sindicatos foram banidos. Após a abdicação de Reza Shah em 1941, a Assembleia Nacional Iraniana foi restaurada ao poder. Durante os anos de 1941 a 1953, o Irã permaneceu uma monarquia constitucional e uma democracia parlamentar ativa com o xá Mohammad Reza Pahlavi mantendo amplos poderes executivos legais.
Em 15 de março de 1951, a Assembleia Nacional, liderada pelo primeiro-ministro Hossein Ala, votou por unanimidade para nacionalizar a indústria do petróleo, que na época era dominada pela Anglo-Iranian Oil Company (hoje BP). Em 1953, o MI6 britânico e a CIA americana orquestraram um golpe contra o governo de Mohammed Mossadegh. Agentes alimentaram rumores de que o republicano Mossadegh estava planejando abolir a monarquia e se declarar presidente de uma nova República do Irã, levando a uma reação pró-monarquista do público e levando a um resultado bem-sucedido no golpe contra o primeiro-ministro.
O Xá, que havia se exilado durante o golpe, retornou ao Irã e nomeou o general Fazlollah Zahedi como o novo primeiro-ministro. Muitas fontes contemporâneas atribuem o golpe, ou contragolpe, inteiramente à CIA americana (CIA Coup) e aos agentes do MI6 britânico que teriam organizado e pago por ele. Essas fontes apontam para muitos outros golpes nos quais a CIA foi instrumental, como o do Chile em 1973. Os monarquistas, no entanto, argumentam que o contragolpe foi de fato uma revolta popular, e que o envolvimento inegável das agências de inteligência estrangeiras foi periférico. Pelo menos alguns historiadores argumentam que o golpe não poderia ter ocorrido sem a organização da CIA e o apoio iraniano.
Depois, a era da monarquia constitucional gradualmente chegou ao fim, à medida que o Xá exercia cada vez mais seus poderes executivos unilateralmente, levando assim ao desenvolvimento da autocracia. No início da década de 1970, com a maioria dos partidos políticos tendo sido banidos, o Irã efetivamente se tornou um estado de partido único sob Rastakhiz. Líderes da Frente Nacional como Karim Sanjabi e líderes islâmicos tradicionais moderados como Mohammad Kazem Shariatmadari continuaram a defender uma monarquia constitucional.

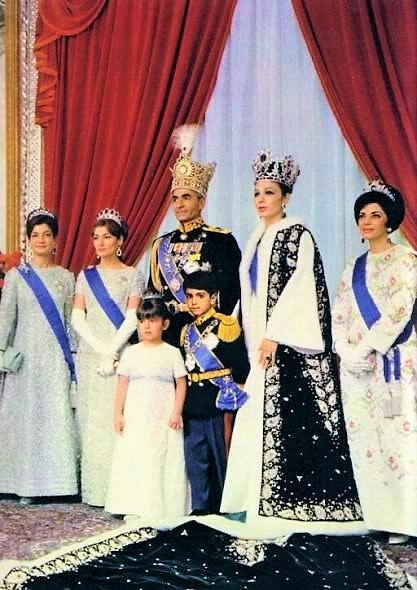
Família imperial do Irã na coroação do Xá Mohammad Reza em 1967.

Sob crescente pressão internacional, particularmente do presidente Jimmy Carter dos Estados Unidos, o Xá impulsionou grandes reformas democráticas no final da década de 1970, projetadas para restaurar gradualmente a monarquia constitucional como ela havia sido originalmente. No entanto, várias revoltas em 1978 e 1979 culminaram com o Xá, que havia sido diagnosticado com câncer terminal e manteve o fato em segredo, a deixar o país com sua família para buscar tratamento no exterior. Em poucas semanas, o governo do Xá efetivamente entrou em colapso e a Segunda Revolução começou. O novo governo provisório revolucionário aboliu oficialmente a monarquia e declarou o Irã uma república. Em abril de 1979, a República Islâmica do Irã foi estabelecida, sob a Liderança Suprema de Ruhollah Khomeini.
Nos meses seguintes à Revolução, o ex-marechal de campo das Forças Armadas Imperiais Bahram Aryana organizou uma contrarrevolução no exílio. Baseado em Paris, França, com outros oficiais militares das Forças Armadas Imperiais e o príncipe Shahriar Shafiq, ele estabeleceu Azadegan, uma resistência paramilitar destinada a ajudar a restaurar a monarquia constitucional. Temendo uma crescente contrarrevolução, o príncipe Shahriar foi assassinado em Paris em dezembro de 1979 por agentes khomeinistas, o que foi um grande revés para a resistência monarquista. Apesar de uma série de operações bem-sucedidas que atraíram a atenção da mídia internacional em 1980 e 1981, a eclosão da guerra entre o Irã e o Iraque oficialmente trouxe qualquer esperança de contrarrevolução ao fim.
Na década de 1990 e na década seguinte a 2000, a reputação do Xá encenou uma espécie de renascimento, com muitos iranianos olhando para sua era como uma época em que o Irã era mais próspero e o governo menos opressivo. O jornalista Afshin Molavi relata que até mesmo membros dos pobres sem educação - tradicionalmente apoiadores centrais da revolução que derrubou o Xá - fizeram comentários como 'Deus abençoe a alma do Xá, a economia estava melhor naquela época;' e descobre que "livros sobre o antigo Xá (mesmo os censurados) vendem rapidamente", enquanto "livros do Caminho Corretamente Guiado ficam ociosos."
O próprio antigo príncipe herdeiro do Irã, Reza Pahlavi, não defende a restauração de sua dinastia, afirmando que a questão é para os próprios iranianos decidirem em um referendo nacional se devem ou não restaurar a monarquia constitucional com a restauração da Casa de Pahlavi.